# 米哈伊利夫卡 (阿列克西伊夫卡市鎮)
49°19′27″N 36°28′31″E / 49.32417°N 36.47528°E
米哈伊利夫卡（烏克蘭語：Михайлівка）是位於烏克蘭東部的村莊，由哈爾科夫州洛佐瓦區的阿列克西伊夫卡市鎮負責管轄。該村距離別列斯特基1公里，始建於1731年，面積1.97平方公里，海拔高度97米，2001年人口652。